# برشته‌کاری قهوه در خانه

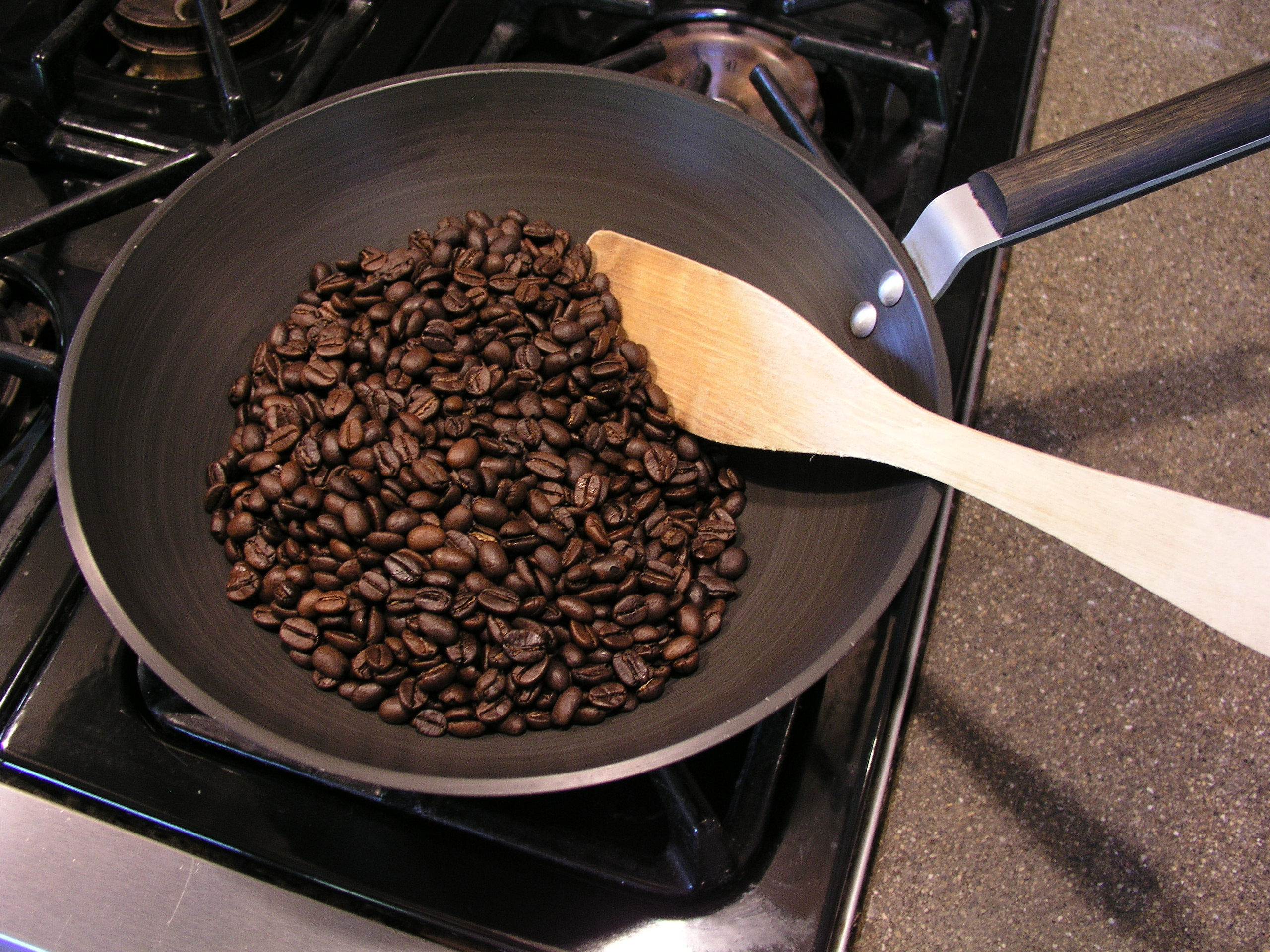
برشته کردن دانه‌های قهوه درون یک ووک بر روی اجاق آشپزخانه

برشته‌کاری قهوه در خانه (انگلیسی: Home roasting coffee) یا برشته کردن خانگی، فرایند برشته‌کاری دانه‌های قهوه سبز در مقیاس کوچک برای مصرف شخصی است. برشته کردن قهوه در خانه، با استفاده از روش‌های ساده ای همچون برشته کردن در ماهیتابه چدنی بر روی آتش هیزم و هم زدن دستی توسط یک ظرف استوانه ای شکل کوچک فولادی بر روی اجاق آشپزخانه، طی قرن‌های متمادی انجام می‌گرفته
است.